# Fatal Fury
Fatal Fury (餓狼伝説, Garou Densetsu; A lenda do lobo faminto) é uma série de jogos de luta da SNK e então SNK. A série teve origem com o jogo Fatal Fury: King of Fighters, lançado em 1991 para arcade, sendo conhecida pelo, à época inovador, sistema de batalha em dois planos, sendo um dos precursores do gênero de jogos de luta, junto com Street Fighter. Durante seus quase dez anos de história, a série passou por mudanças no nome e na jogabilidade, e teve jogos convertidos para diversas plataformas.
O último jogo da série, intitulado Garou: Mark of the Wolves, foi lançado em 1999 e chegou a ter sucessor anunciado, mas após um longo período de silêncio o projeto acabou cancelado.
Apesar da série não receber uma nova iteração desde 1999, muitos personagens de Fatal Fury continuam presentes em ouras séries de jogos de luta como The King of Fighters, também da SNK.
Em agosto de 2022, um novo jogo da série foi anunciado.

## História
Fatal Fury conta a trajetória do herói Terry Bogard em sua missão de vingar a morte de seu pai adotivo Jeff Bogard. A série tornou-se famosa por popularizar o estilo de jogos de luta junto com Street Fighter II da concorrente Capcom.

## Jogos da série

### Jogos Canônicos

#### Fatal Fury: King of Fighters
| Título                                                                                              | Detalhes |
| --------------------------------------------------------------------------------------------------- | --- |
| Fatal Fury: King of Fighters Datas de lançamento originais: - JP: 25 de novembro de 1991 - AN: 1991 | Anos de lançamento por sistema: 1991 — Neo Geo (MVS, AES) 1992 — SNES 1993 — Sharp X68000, Mega Drive 1994 — Neo Geo CD 2007 — Wii Virtual Console |
| Fatal Fury: King of Fighters Datas de lançamento originais: - JP: 25 de novembro de 1991 - AN: 1991 | Notas: - Conhecido no Japão como Garō Densetsu: Shukumei no Tatakai (餓狼伝説 ～宿命の闘い～). - Considerado um dos precursores dos jogos de luta. - Deu origem ao sistema de batalha em dois planos. - Tem como personagens jogáveis apenas os protagonistas Terry Bogard, Andy Bogard e Joe Higashi |

#### Fatal Fury 2
| Título                                                                                         | Detalhes |
| ---------------------------------------------------------------------------------------------- | --- |
| Fatal Fury 2 Datas de lançamento originais: - JP: 10 de novembro de 1992 - AN: 1992 - EU: 1992 | Anos de lançamento por sistema: 1992 — Arcade 1993 — Neo Geo, Sharp X68000, SNES (JP) 1994 — Game Boy, Mega Drive, Neo Geo CD, PC Engine CD, SNES (EUA) 2008 — Wii Virtual Console |
| Fatal Fury 2 Datas de lançamento originais: - JP: 10 de novembro de 1992 - AN: 1992 - EU: 1992 | Notas: - Conhecido no Japão como Garō Densetsu 2: Aratanaru Tatakai (餓狼伝説２ ～新たなる闘い～). - Adicionados cinco personagens jogáveis, incluindo Kim Kaphwan e Mai Shiranui. - Controles amplamente modificados em relação ao antecessor. - Recebeu em 1993 uma atualização sob o nome Fatal Fury Special. |

#### Fatal Fury 3: Road to the Final Victory
| Título | Detalhes |
| --- | --- |
| Fatal Fury 3: Road to the Final Victory Datas de lançamento originais: - JP: 27 de março de 1995 - WW: abril de 1995 (Neo Geo AES e Neo Geo CD) | Anos de lançamento por sistema: 1995 — Arcade, Neo Geo, Neo Geo CD 1996 — Sega Saturn, Windows (JP) 1998 — Windows (EUA) 2010 — Wii Virtual Console |
| Fatal Fury 3: Road to the Final Victory Datas de lançamento originais: - JP: 27 de março de 1995 - WW: abril de 1995 (Neo Geo AES e Neo Geo CD) | Notas: - Conhecido no Japão como Garō Densetsu 3 Harukanaru Tatakai (餓狼伝説3 遥かなる闘い).                                                       |

#### Real Bout Fatal Fury
| Título                                                                                      | Detalhes |
| ------------------------------------------------------------------------------------------- | --- |
| Real Bout Fatal Fury Datas de lançamento originais: - JP: 21 de dezembro de 1995 - AN: 1995 | Anos de lançamento por sistema: 1996 — Arcade, Neo Geo, Neo Geo CD, Sega Saturn 1997 — PlayStation 2007 — PlayStation Network 2012 — Wii Virtual Console |
| Real Bout Fatal Fury Datas de lançamento originais: - JP: 21 de dezembro de 1995 - AN: 1995 | Notas: - Conhecido no Japão como Real Bout Garō Densetsu (リアルバウト餓狼伝説, Riaru Bauto Garō Densetsu). - Controles simplificados para três botões de ataque. - Adicionada a possibilidade de quebrar os cantos dos cenários e vencer o adversário por ring out. |

#### Garou: Mark of the Wolves
| Título                                                                              | Detalhes |
| ----------------------------------------------------------------------------------- | --- |
| Garou: Mark of the Wolves Data de lançamento original: - JP: 26 de novembro de 1999 | Anos de lançamento por sistema: 1999 — Arcade 2000 — Neo Geo AES 2001 — Dreamcast 2005 — PlayStation 2 2009 — Xbox Live Arcade 2015 — iOS, Android, PlayStation Network 2016 — PlayStation 4, PlayStation Vita, Microsoft Windows |
| Garou: Mark of the Wolves Data de lançamento original: - JP: 26 de novembro de 1999 | Notas: - A versão para Dreamcast foi chamada de Fatal Fury: Mark of the Wolves. - Apenas o personagem Terry Bogard retorna dos jogos anteriores, o resto do elenco é composto de personagens novos. - Jogabilidade significativamente modificada, com a ausência de luta em planos. - Teve uma sequência direta proposta em 2005, porém em 2008 a SNK informou que não havia mais planos concretos para o lançamento do jogo. |

### Jogos não canônicos

#### Fatal Fury Special
| Título                                                                       | Detalhes |
| ---------------------------------------------------------------------------- | --- |
| Fatal Fury Special Data de lançamento original: - JP: 16 de setembro de 1993 | Anos de lançamento por sistema: 1993 — Arcade, NeoGeo 1994 — X68000, SNES, Game Gear, PC Engine 1995 — Mega-CD 1996 — FM Towns 2006 — PlayStation 2 2007 — Xbox360 2009 — Wii |
| Fatal Fury Special Data de lançamento original: - JP: 16 de setembro de 1993 | Notas: - Conhecido no Japão como Garō Densetsu Special (餓狼伝説SPECIAL) - Versão atualizada de Fatal Fury 2. - Acrescentou ao elenco diversos personagens anteriormente não jogáveis. - Ryo Sakazaki de Art of Fighting é um oponente secreto, controlável nas versões caseiras do jogo. |

#### Real Bout Fatal Fury Special
| Título                                                                                | Detalhes |
| ------------------------------------------------------------------------------------- | --- |
| Real Bout Fatal Fury Special Data de lançamento original: - JP: 28 de janeiro de 1997 | Anos de lançamento por sistema: 1997 — Arcade, NeoGeo, NeoGeo CD, Sega Saturn 1998 — Game Boy, PlayStation 2012 — PlayStation Network, Wii Virtual Console |
| Real Bout Fatal Fury Special Data de lançamento original: - JP: 28 de janeiro de 1997 | Notas: - Versão atualizada de Real Bout Fatal Fury, com gráficos novos. - Conhecido no Japão como Real Bout Garō Densetsu Special (リアルバウト餓狼伝説SPECIAL, Riaru Bauto Garō Densetsu Special) - Retorno do sistema de batalha em dois planos. - Teve em 1999 uma versão para PlayStation chamada Real Bout Fatal Fury Special: Dominated Mind, trazendo de Real Bout Fatal Fury 2 o personagem, agora jogável, Alfred e o novo oponente White. |

###### Real Bout Fatal Fury 2: The Newcomers
| Título | Detalhes |
| --- | --- |
| Real Bout Fatal Fury 2 Datas de lançamento originais: - AN: 19 de março de 1998 - JP: 20 de março de 1998 | Anos de lançamento por sistema: 1998 — Arcade, Neo Geo, Neo Geo CD 2012 — Wii Virtual Console |
| Real Bout Fatal Fury 2 Datas de lançamento originais: - AN: 19 de março de 1998 - JP: 20 de março de 1998 | Notas: - Conhecido no Japão como Real Bout Garō Densetsu 2 The Newcomers (リアルバウト餓狼伝説2 THE NEWCOMERS, Riaru Bauto Garō Densetsu The Newcomers). - Acrescentados dois novos lutadores. - Qualidade gráfica de Real Bout Fatal Fury Special. - Sistema de luta semelhante ao de Real Bout Fatal Fury, com um plano principal e um para esquiva. |

#### Fatal Fury: Wild Ambition
| Título                                                                             | Detalhes                                                                              |
| ---------------------------------------------------------------------------------- | ------------------------------------------------------------------------------------- |
| Fatal Fury: Wild Ambition Data de lançamento original: - JP: 28 de janeiro de 1999 | Anos de lançamento por sistema: 1999 — Arcade, PlayStation 2007 — PlayStation Network |
| Fatal Fury: Wild Ambition Data de lançamento original: - JP: 28 de janeiro de 1999 |                                                                                       |